# Германн Гуннарссон
Германн Гуннарссон (нар. 9 грудня 1946 — пом. 4 червня 2013) на прізвисько Геммі Гунн — ісландський теле- та радіоведучий, виконавець, колишній футболіст і гандболіст міжнародного рівня. Германн відомий як один із великих ісландських футболістів і гандболістів. Він також грав у баскетбол на клубному рівні (з «Валюр» у футбол і гандбол), але ніколи не брав участь у національних іграх у цьому виді спорту.

## Медійна особистість
Германн відомий тим, що протягом 1980-х і 1990-х років вів найпопулярніше ток-шоу «Á tali hjá Hemma Gunn» на громадському телеканалі Sjónvarpið. Телепроєкт все ще залишається одним із найрейтинговіших шоу в історії ісландського телебачення.
Провівши кілька років поза центром уваги з кінця 1990-х до початку 2000-х, він повернувся на телебачення у 2005 році як ведучий музичного ігрового шоу на Stöð 2. Восени 2006 року він відкрив нове щотижневе ток-шоу на Stöð 2. Германн також випустив музичні альбоми, вів радіошоу на Bylgjan. Він провів кілька років у Таїланді під час перерви роботи на радіо та телебаченні.

## Футбольна кар'єра
Германн був одним із найкращих футболістів Ісландії у 1960-70-х роках і грав за національну футбольну збірну. Він провів 14 офіційних матчів і забив 4 голи: у 4 матчах проти аматорських команд забив 2 голи, у 2 іграх проти аматорської збірної Іспанії в олімпійській кваліфікації не забив нічого.
Германн грав за «Вікінгур» до 10 років, потім перейшов у «Валюр». Одного літа він забив 62 голи у 15 іграх за молодіжну команду. Свою старшу кар'єру розпочав у 1963 році за «Валюр», де грав до 1968 року, коли переїхав до Австрії, щоб грати як професіонал за «СК Айзенштадт», він — третій ісландець, який грав як професійний футболіст, після Альберта Гудмундссона та Торолфура Бека. Він повернувся додому через 6 місяців, відмовившись від пропозицій Австрії та Західної Німеччини. У чемпіонаті Європи з футболу 1967—1968 років, коли «Валюр» дійшов до 1/16 фіналу (або, що не менш дивовижно, до 2-го раунду), він був 5-7-м у списку найкращих бомбардирів, забивши 4 голи, після спільного лідерства з 3 голами після 2 матчів з Джорджем Бестом і Полом ван Гімстом. У 1970 році він грав і керував ÍBA (Спортивний альянс Акурейрі, що складається з «Акурейрі» та «Тора»), але повернувся до «Валюр» перед сезоном 1971 року, де він провів решту своєї кар'єри, завершивши її перед сезоном Урвалсдейлд 1977 року, щоб стати спортивним репортером. Загалом Германн забив 95 голів в Урвалсдейлді, 81 раз за «Валюр» і 14 разів за ÍBA.
Германн тричі ставав найкращим бомбардиром Урвалсдейлду: у 1967 році за «Валюр» (12 голів у сезоні з 10 матчами), у 1970 році за ÍBA (14 голів у сезоні з 14 матчів) і у 1973 році за «Валюр» (17 голів у 13 матчах).
У 1970 році він був граючим менеджером ÍBA, йому було 23 роки, наймолодший менеджер в історії Урвалсдейлду. Того року клуб посів 6 місце з 8 команд.

## Гандбольна кар'єра
Германн також виступав за збірну Ісландії з гандболу, забивши 45 голів у 15 матчах. В інтерв'ю 1977 року він стверджував, що є (на той час) світовим рекордсменом за кількістю забитих голів у національній гандбольній грі, його результат 17 голів, тоді Ісландія перемогла США з рахунком 41–17 у 1966 році.

## Баскетбол
Окрім футболу та гандболу, Германн також виступав за баскетбольну команду «Валюр» у вищій лізі Ісландії. 24 січня 1971 року він зіграв свою першу офіційну гру за головну команду, набравши 4 очки.